# 니타정
니타정(仁多町)은 시마네현 이즈모지방에 있던 정이며 니타군에 속했다.

## 역사
- 1955년 4월 15일 - 5개촌이 합병해 니타정이 성립하였다.
- 2005년 3월 31일 -요코타정과 합병해 오쿠이즈모정이 성립하였다. 동일 니타정은 폐지되었다.

## 교통

### 철도
- 서일본 여객철도 기스키 선

### 도로
- 국도 제314호선 (일본)(일본어판)
- 국도 제432호선 (일본)(일본어판)